# إميل زوبين
إميل زوبين (بالسلوفينية: Emil Zubin)‏ (18 سبتمبر 1977 بكوبر في سلوفينيا - ) هو لاعب كرة قدم سلوفيني في مركز الهجوم. لعب مع نادي بادوفا ونادي فينيزيا وايه إس برو غوريزيا ‏ وFC Carpenedolo SSD ‏ وBassano Virtus 55 ST ‏ وكالتشيو إيفريا ‏ وبوردينوني كالتشيو ونادي لوميتساني وجونيور بييلا ليبرتاس وASD Itala San Marco Gradisca ‏ وUC AlbinoLeffe ‏.

## روابط خارجية
- إميل زوبين على موقع قاعدة بيانات كرة القدم.إي يو (الإنجليزية)
- إميل زوبين على موقع Soccerway.com (الإنجليزية)
- إميل زوبين على موقع عالم كرة القدم.نت (الإنجليزية)